# گورخوابی
گورخوابی اصطلاحی است دربارهٔ شکل خاصی از بی‌خانمانی در ایران که طی آن افراد بی‌سرپناه برای رهایی از سرما به جای کارتن‌خوابی در مکان‌های عمومی، در گورها به‌سرمی‌برند. این پدیده نخستین بار در سال ۱۳۹۵ با گزارش روزنامهٔ شهروند دربارهٔ ۵۰ گورخواب قبرستان نصیرآباد شهریار تهران مورد توجه قرار گرفت و واکنش‌های بسیار در شبکه‌های اجتماعی و میان شخصیت‌ها برانگیخت. اصغر فرهادی کارگردان سینما در نامه‌ای سرگشاده آن را مایهٔ شرمساری خواند و حسن روحانی رئیس‌جمهور را نیز به واکنش واداشت. برخی از منابع پس از انتشار گزارش مربوط به گورخواب‌های نصیرآباد خبر از پاکسازی ضربتی گورستان دادند که با ضرب و شتم گورخوابان همراه بوده‌است.

## گزارش روزنامهشهروند
روزنامهٔ شهروند در دی ۱۳۹۵ خبر از گورخواب‌ها و کارتن‌خواب‌هایی داد که در قبر می‌خوابند. ۵۰ کارتن‌خوابی که اطراف و درون گورستان بزرگ نصیرآباد باغستان در حومهٔ شهریار ساکن بودند و دست کم ۲۰ گور را اشغال کرده‌اند. بر اساس این گزارش، در هر گور یک نفر و گاهی هم سه تا چهار نفر زندگی می‌کنند. این گورها عموماً برای خواب مورد استفاده قرار می‌گیرند و در طول روز و زمانی که افراد برای تهیهٔ پول مواد و غذا، ضایعات جمع می‌کنند یا گدایی می‌کنند، خالی هستند؛ اما باید حواسشان به گورشان باشد چرا که از طرف دیگر کارتن‌خواب‌ها مورد سرقت قرار می‌گیرند و ممکنست به پتوهای پاره و لباس‌های کهنه آن‌ها دزدیده شود.

### نامه سرگشاده اصغر فرهادی
فیلم‌ساز اصغر فرهادی در نامهٔ سرگشاده‌ای که خطاب به حسن روحانی، رئیس‌جمهور وقت ایران، منتشر کرد، نسبت به گزارش واکنش نشان داد و گفت که از خواندن این خبر، سراسر وجودش را شرم و بغض فرا گرفته و همهٔ آنانی که در این سرزمین و در این سی و چند سال مسئولیتی داشته و دارند را سهیم در این شرمساری دانست.